# Agrocharis incognita
Agrocharis incognita là một loài thực vật có hoa trong họ Hoa tán. Loài này được (C.Norman) Heywood & Jury mô tả khoa học đầu tiên năm 1978.